# Сондецкис, Саулюс
Са́улюс Сонде́цкис (лит. Saulius Sondeckis; 11 октября 1928, Шяуляй — 3 февраля 2016, Вильнюс) — литовский, советский скрипач, дирижёр, педагог. Народный артист СССР (1980).

## Биография
В 1935—1944 годах учился в Шяуляйской гимназии для мальчиков, в 1946—1947 — в средней школе Вильнюса.
В 1952 году окончил Литовскую консерваторию (ныне Литовская академия музыки и театра) в Вильнюсе по классу скрипки А. Ливонта. В 1957—1960 годах учился в аспирантуре в Московской консерватории (заочно). В 1963 году прошёл полугодовой курс у французского дирижёра И. Маркевича и его ассистента О.-В. Мюллера.
Начал свою артистическую карьеру как скрипач.
С 1952 по 1959 год преподавал скрипку в Вильнюсской консерватории им. Ю. Таллат-Кялпши, с 1955 — в Школе искусств им. М. К. Чюрлёниса, с 1957 — одновременно в Литовской консерватории (в 1959—1987 — заведующий кафедрой струнных инструментов, с 1977 — профессор).
В 1955 году возглавил струнный оркестр учеников Школы искусств им. М. Чюрлёниса. В 1964 году, выступив с оркестром на фестивале в Бухаресте, стал первым литовским дирижёром, выехавшим на гастроли во главе собственного коллектива. В 1976 коллектив завоевал Золотую медаль среди молодёжных оркестров на Международном конкурсе «Фонд Герберта фон Караяна» в Западном Берлине.
Основатель и бессменный руководитель Литовского камерного оркестра (1960—2004) и оркестра «Санкт-Петербург Камерата» в Ленинграде (с 1989 года, ныне Оркестр Государственного Эрмитажа «Санкт-Петербург Камерата»), с которыми гастролировал во многих странах. На VI Берлинской биеннале современной музыки в 1977 году Литовский камерный оркестр и его руководитель были удостоены приза критики «За лучшую интерпретацию».
Один из основателей программы «Эрмитажная академия музыки» и президентом Фонда «Эрмитажной академии музыки» (с 1997, Санкт-Петербург).
С 2004 года — главный приглашённый дирижёр оркестра «Виртуозы Москвы». В 2005 году — руководитель Литовского Балтийского камерного оркестра.
С 2004 года — член партии Союз социал-демократов Литвы.
В 2010 году имя С. Сондецкиса было присвоено Шяуляйской консерватории (ныне Шяуляйская школа искусств).
Скончался 3 февраля 2016 года в Вильнюсе. Похоронен на Антакальнисском кладбище.

### Семья
- Отец — Яцкас Сондецкис (1893—1989), политик, бургомистр Шяуляя (1925—1931)
- Мать — Розалия Сондецкене, учительница Шяуляйской гимназии для мальчиков
- Жена — Сильвия Сондецкене, виолончелистка, профессор Литовской академии музыки и театра
- Сыновья:
  - Саулюс (род. 1954), журналист
  - Паулюс, скрипач, живёт в Зальцбурге, (Австрия)
  - Витаутас, виолончелист, работает в Гамбурге (Германия).

## Творчество
Наиболее известные достижения связаны с музыкой В. А. Моцарта — в частности, с циклом из всех клавирных концертов композитора (вместе с пианистом В. Крайневым), исполненным в Вильнюсе, Москве и Ленинграде, и с концертной записью оперы «Дон Жуан». В то же время сотрудничал со многими выдающимися композиторами-современниками. Высокую оценку получила его запись 13-й симфонии Д. Шостаковича. Под его управлением состоялись мировые премьеры произведений А. Шнитке, А. Пярта, Э. Денисова, Р. Щедрина, С. Слонимского, Б. Дварионаса и др. Свои произведения ему посвящали А. Пярт («Tabula rasa»), А. Шнитке («Concerto grosso» № 1 посвящено С. Сондецкису, Г. Кремеру и Т. Гринденко, № 3 — С. Сондецкису и Литовскому камерному оркестру, к 25-летию коллектива), П. Васкс и другие.
Участвовал в международных конкурсах как член жюри, как приглашенный дирижёр многих европейских симфонических и камерных оркестров, среди которых Государственный академический симфонический оркестр России, Российский национальный оркестр (оба Москва, Россия), Симфонический оркестр Санкт-Петербургской филармонии (Россия), Национальный оркестр Бельгии (Брюссель), Берлинский филармонический оркестр (Германия), Филармонический оркестр Радио Франции (Париж), Симфонический оркестр Клагенфурта (Австрия), Филармонический оркестр Торонто (Канада), Симфонический оркестр Быдгоща (Польша), Фестивальный оркестр Будапешта (Венгрия), камерные оркестры Лозанны (Швейцария), Патры (Греция) и другие коллективы.
Был постоянным участником крупнейших музыкальных фестивалей. Руководил основанным Л. Бернстайном Оркестром Шлезвиг-Гольштейнского фестиваля. На Зальцбургском фестивале в 1988 году дирижировал балетом «Отелло» (на музыку А. Шнитке и А. Пярта), исполненным труппой Дж. Ноймайера. В 1994 году дирижировал операми «Волшебная флейта» В. А. Моцарта и «Орфей и Эвридика» К. Глюка в Мариинском и Эрмитажном театрах Санкт-Петербурга.
С 1966 года — организатор и руководитель Новогодних концертов в Литве, концертов камерной музыки под открытым небом фестиваля «Ночные серенады» во Дворце Тышкевичей в Паланге (с 1971), фестиваля камерной музыки в Вильнюсе, фестиваля в Шяуляе.
В 1987 году вместе с Литовским камерным оркестром записал музыку к 2-серийной экранизации оперы В. А. Моцарта «Дон Жуан» (реж. Йонас Вайткус).

## Звания и награды
- Народный артист Литовской ССР (1974)
- Народный артист СССР (1980)
- Государственная премия Литовской ССР (1971)
- Государственная премия СССР (1987) — за концертные программы Литовского камерного оркестра 1983—1986 годов
- Премия Правительства Литвы в области литературы и искусства (1998)
- Национальная премия Литвы по культуре и искусству (1999)
- Орден Знак почёта (1967 и 1971)
- Орден Трудового Красного Знамени (1983)
- Орден Дружбы народов (1989) — за заслуги в развитии советского музыкального искусства[4]
- Кавалер ордена Великого князя Литовского Гядиминаса (1994)[5]
- Кавалер Большого креста ордена Великого князя Литовского Гядиминаса (1997)[6][7]
- Памятный знак за личный вклад в развитие трансатлантических отношений Литвы и по случаю приглашения Литовской Республики в НАТО (2003)[8].
- Кавалер ордена Заслуг перед Республикой Польша (1999, Польша)[9]
- Орден Креста земли Марии IV степени (2002, Эстония)[10]
- Австрийский почётный знак «За науку и искусство» I степени (2003, Австрия)
- Кавалер рыцарского креста 1-й степени Ордена Данеброга (2009, Дания)
- Орден Почёта (2009, Россия) — за большой вклад в развитие музыкального искусства, укрепление российско-литовских культурных связей и многолетнюю творческую деятельность[11]
- Медаль Памяти 13 января (2002)[12]
- Звезда Всемирного Благотворительного альянса «Миротворец» (2006, Москва)
- Почётный знак Министерства культуры Литвы «Неси свой свет и верь» (2013)
- Международная премия за развитие и укрепление гуманитарных связей в странах Балтийского региона «Балтийская звезда» (Министерство культуры и массовых коммуникаций РФ, Союз театральных деятелей РФ, комитет по культуре правительства Санкт-Петербурга, 2010)
- Первый почётный доктор Шяуляйского университета (1999)
- Почётный доктор Академии музыки и театра Литвы (2003)
- Почётный профессор Санкт-Петербургской консерватории им. Н. А. Римского-Корсакова (2006)
- Почётный член Союза музыкантов Литвы
- Почётный гражданин Шяуляя (2000)
- Почётный гражданин Мажейкского района Литвы (2004)

## Обвинения в сотрудничестве с КГБ
В январе 2018 года Центр исследования геноцида и сопротивления жителей Литвы заявил, что С. Сондецкис под псевдонимом Салютас сотрудничал с КГБ с 1962 по 1982 год. КГБ пытался заставить его повлиять на своего живущего в США отца, чтобы тот отказался от «антисоветской деятельности» и вернулся в Литву. В 1986 году была организована встреча отца и сына в Канаде, куда дирижёр прибыл с концертом. Уже к маю 2018 года Люстрационная комиссия Литвы заявила о том, что утверждения о сотрудничестве Сондецкиса с КГБ безосновательны. Документы, на основании которых было сделано первоначальное заявление Центра исследования геноцида и сопротивления жителей Литвы, ряд экспертов называет фальсифицированными. В марте 2021 года Центр объявил о своём намерении заново провести расследование по этому вопросу.

## Память
С 1 сентября 2010 года имя С. Сондецкиса носит Шяуляйская консерватория и Шяуляйская гимназия искусств.